# Tadeusz Chlipała
Tadeusz Chlipała (ur. 14 lutego 1966 r. w Dzierżoniowie) – polski duchowny katolicki, teolog specjalizujący się w etyce życia gospodarczego, wprowadzeniu w chrześcijaństwo; nauczyciel akademicki związany z katolickimi uczelniami w Świdnicy i we Wrocławiu.

## Życiorys
Urodził się w 1966 roku w Dzierżonowie, w którym spędził dzieciństwo i wczesną młodość. Po uzyskaniu świadectwa maturalnego w 1986 roku wstąpił do Metropolitalnego Wyższego Seminarium Duchownego we Wrocławiu, które ukończył w 1992 roku zdobywając tytuł magistra teologii. Święcenia kapłańskie przyjął 23 maja 1992 roku z rąk arcybiskupa wrocławskiego, kardynała Henryka Gulbinowicza w archikatedrze św. Jana Chrzciciela we Wrocławiu. 
Przez pierwsze lata po święceniach pracował jako wikariusz w parafii Matki Bożej Królowej Polski i św. Maternusa w Stroniu Śląskim, następnie od 1994 do 1998 roku był wikariuszem w parafii katedralnej św. Jana Chrzciciela we Wrocławiu. W tym czasie odbył studia licencjackie w Papieskim Wydziale Teologicznym we Wrocławiu (teologia moralna).
W latach 1998–2003 pełnił funkcję rektora samodzielnego ośrodka duszpasterskiego św. Józefa Oblubieńca w Bolesławowie koło Stronia Śląskiego. Był także kapelanem strońskiego szpitala. W 2001 roku otrzymał przywilej noszenia rokiety i mantoletu. W latach 2003–2005 pełnił funkcję proboszcza parafii św. Michała Archanioła w Wirach koło Świdnicy.
W 2004 roku po ustanowieniu przez papieża Jana Pawła II diecezji świdnickiej w południowej części Dolnego Śląska został do niej inkardynowany. W 2005 roku biskup Ignacy Dec mianował go dyrektorem administracyjnym nowo utworzonego Wyższego Seminarium Duchownego Diecezji Świdnickiej. Funkcję tę sprawował do momentu mianowania dotychczasowego rektora seminarium, ks. Adama Bałabucha biskupem pomocniczym diecezji świdnickiej. 29 sierpnia 2008 roku został mianowany rektorem Wyższego Seminarium Duchownego Diecezji Świdnickiej. Funkcję tę zgodnie z dekretem zaczął pełnić od 1 września 2008 roku. Dnia 8 czerwca 2021 r. mianowany proboszczem parafii Świętych Apostołów Piotra i Pawła w Świebodzicach.
.
18 maja 2009 roku został mianowany kapelanem Jego Świątobliwości. W tym samym roku uzyskał stopień naukowy doktora teologii w zakresie teologii moralnej szczegółowej. W 2010 roku został wybrany kanonikiem gremialnym Świdnickiej Kapituły Katedralnej. Poza świdnickim seminarium jest adiunktem w Instytucie Teologii Systematycznej Papieskiego Wydziału Teologicznego we Wrocławiu.